# Nuova Zelanda ai XIX Giochi olimpici invernali
La Nuova Zelanda partecipò ai XIX Giochi olimpici invernali, svoltisi a Salt Lake City, Stati Uniti, dall'8 al 24 febbraio 2002, con una delegazione di 10 atleti impegnati in cinque discipline.